# Macromya ciniscula
Macromya ciniscula là một loài ruồi trong họ Tachinidae.